# Georg Christoph Eimmart der Ältere

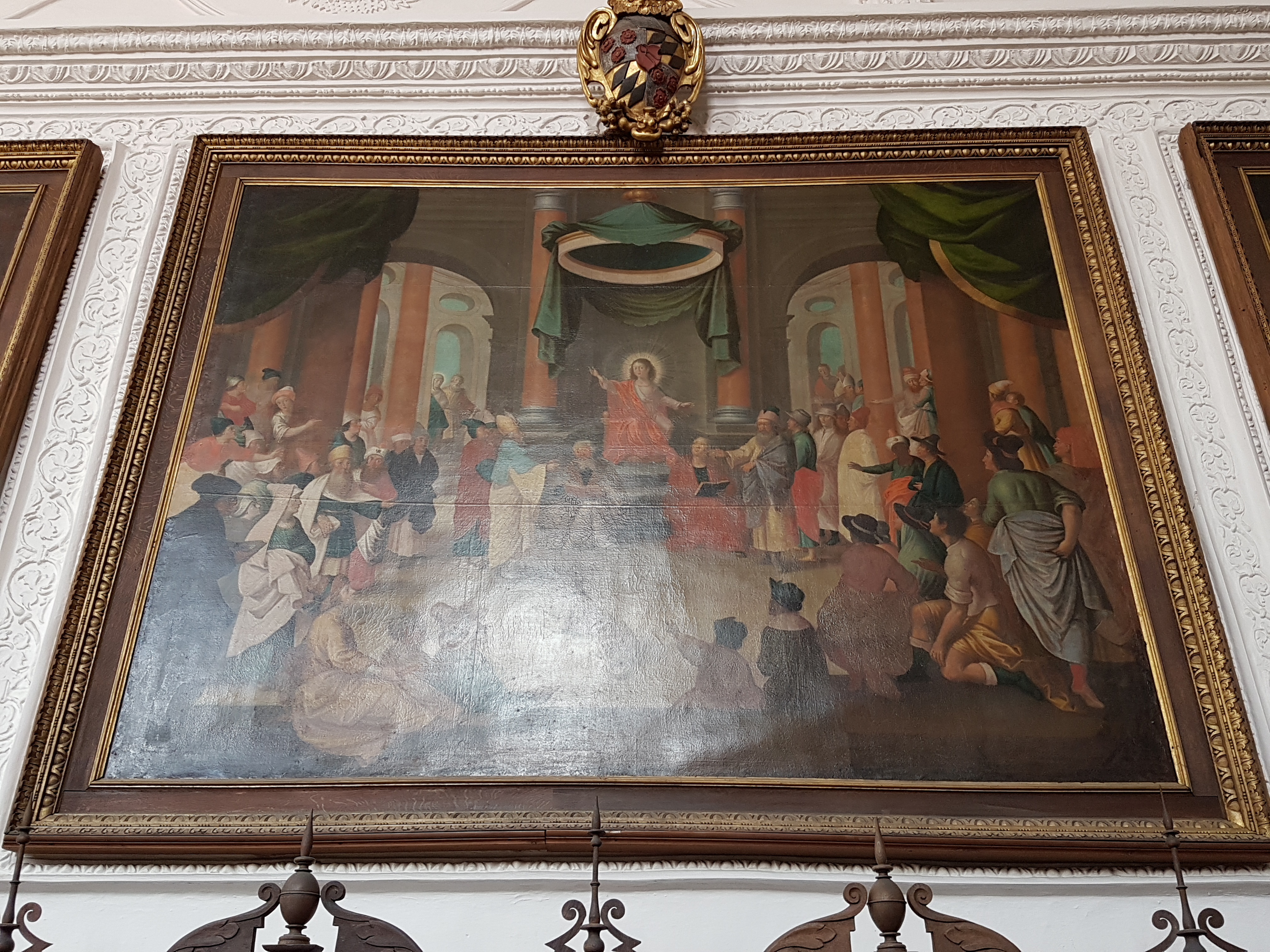
Georg Chr. Eimmart: Jesus lehrt im Tempel v. Jesus-Zyklus in St. Vitus

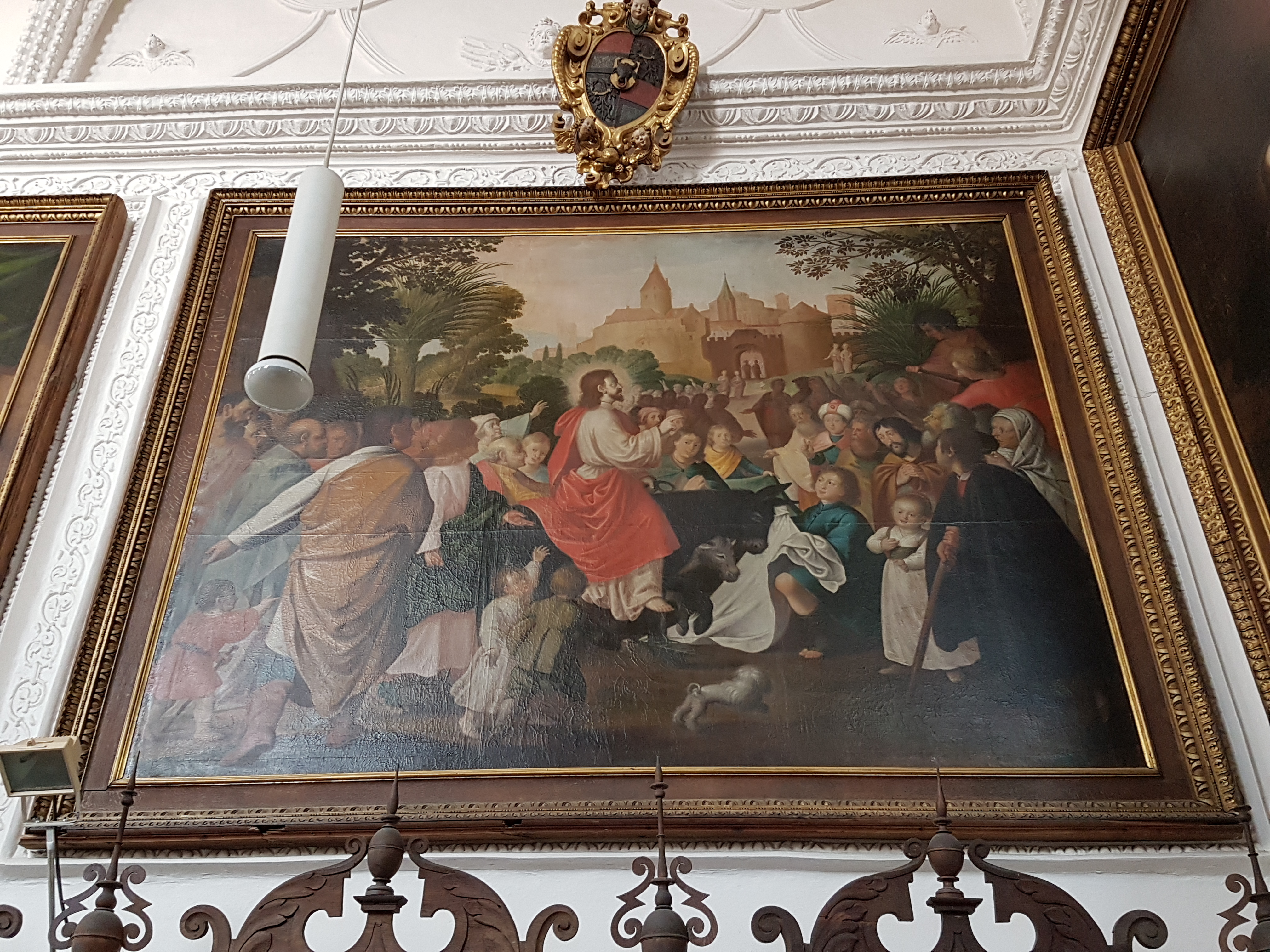
Georg Chr. Eimmart: Einzug Christi in Jerusalem v. Jesus-Zyklus in St. Vitus

Georg Christoph Eimmart der Ältere (* 6. Dezember 1603 in Königsberg in Franken; † 18. September 1658 in Regensburg) war ein deutscher Maler und Kupferstecher des bayerischen Frühbarocks.

## Leben und Schaffen
Ab 1620 lernte Eimmart, der Sohn des Malers Christoph David Eimmart, bei dem Maler Michael Schramm in Haßfurt, wo er anschließend ein Jahr als Geselle arbeitete. Seit 1622 war er als Geselle in der Werkstatt des bei Rubens geschulten Herrmann Wivernitz in Regensburg tätig. 1629 erwarb er das dortige Bürgerrecht und heiratete noch im gleichen Jahr am 4. Okt. 1629 die Tochter eines Goldschmieds, die fünf Jahre später verstarb. Eine zweite Ehe schloss er 1635 mit Christina Banz, mit der er drei Kinder hatte. Nachdem auch diese Frau 1654 gestorben war, heiratete er zum dritten Mal und starb 1658 in seinem Wohnhaus in der Pfarrergasse.
Beruflich betätigte er sich als Porträtist im Dienste der Stadt. In der zweiten Hälfte der 1630er Jahre wurde er zum fürstbischöflichen Hofmaler ernannt und in dieser Funktion für seine Kirchenstillleben bekannt. 1641 fertigte er Entwürfe für die Restauration der Kirche der Karthause Prüll bei Regensburg. Für diese Kirche fertigte Eimmart in den Jahren 1648/49 auch drei Gemälde für den Jesus-Zyklus über dem Chorgestühl. Weitere Gemälde fertigte er unter anderem zum Anlass der Krönungsfeier von Kaiser Ferdinand III. für einen Triumphbogen und Fassadenmalereien an einem Stadtturm sowie im Auftrag der Stadt Regensburg eine Kopie der Geburt Mariä von Albrecht Altdorfer.
Er ist der Vater von drei Söhnen: Christian Eimmart, Georg Christoph Eimmart dem Jüngeren und Matthäus Eimmart, die alle als Maler tätig wurden.